# قط كاليفورنيا الامع

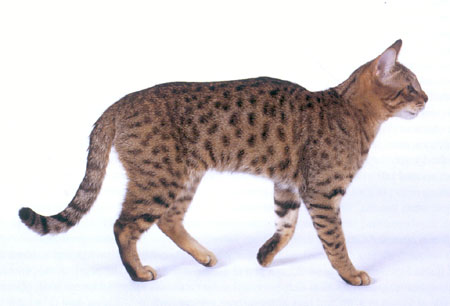

قط كاليفورنيا الامع (بالإنجليزية: California Spangled)‏ ، هي سلالة قطط بدء في تربيتها في ثمانينات القرن العشرين وهي سلالة نادرة، وقد تم تطوير هذه السلالة كي تكون شبيها ب القطط البرية مثل الأصلوت و النمر .